# Октябрське (Рильський район)
Октябрське (рос. Октябрьское) — село в Рильському районі Курської області Російської Федерації.
Населення становить 284 особи. Входить до складу муніципального утворення Октябрьська сільрада.

## Історія
Від 2004 року входить до складу муніципального утворення Октябрьська сільрада.
9 серпня ЗСУ ударом Хаймарс розбили колону російських військ в районі селища.

## Населення
| 2002 | 2010 |
| ---- | ---- |
| 285  | ↘284 |